# Mike Tyson
Michael Gerard "Mike" Tyson (n. 30 iunie 1966) este un fost pugilist profesionist american. El a fost campion mondial necontestat și deține recordul pentru cel mai tânăr boxer, care a câștigat un titlu la categoria de greutate supergrea la 20 de ani, 4 luni și 22 de zile. Tyson a câștigat primele 19 lupte profesioniste prin knockout, 12 dintre ele în prima rundă. El a câștigat titlul WBC în 1986 după ce l-a oprit pe Trevor Berbick în două runde și a adăugat titlurile WBA și IBF după ce i-a învins pe James Smith și pe Tony Tucker în 1987. Acest lucru a făcut ca Tyson să devină primul boxer de la categoria supergrea, care a deținut simultan titlurile WBA, WBC și IBF și singurul de la categoria supergrea care le-a unificat succesiv.
Tyson a devenit campion liniar în 1988, când l-a făcut knockout pe Michael Spinks în 91 de secunde de la începutul primei runde.

## Tinerețe
Michael Gerard Tyson s-a născut în Brownsville, Brooklyn, New York pe data de 30 iunie 1966. Are un frate mai mare numit Rodney (n. 1961) și a avut o soră mai mare Denise, care a murit de un atac de cord la doar 24 de ani în februarie 1990.
Tatăl biologic al lui Tyson apare ca "Purcell Tyson" (care era din Jamaica) pe certificatul său de naștere, dar omul pe care Tyson îl cunoștea ca tatăl său era Jimmy Kirkpatrick. Kirkpatrick a fost din orașul Grier, Carolina de Nord (un cartier predominant negru, care a fost anexat de orașul Charlotte), unde a fost unul dintre jucătorii de baseball de top din cartier. Kirkpatrick s-a căsătorit și a avut un fiu, fratele vitreg al lui Tyson, Jimmie Lee Kirkpatrick, care va ajuta la integrarea fotbalului liceal Charlotte în 1965. În 1959, Jimmy Kirkpatrick și-a părăsit familia și s-a mutat în Brooklyn, unde a cunoscut-o pe mama lui Tyson, Lorna Mae Tyson. Mike Tyson s-a născut în 1966. Kirkpatrick frecventase săli de biliard, juca și atârna pe străzi. "Tatăl meu a fost doar un tip obișnuit de stradă prins în lumea stradală", a spus Tyson. Kirkpatrick a abandonat familia Tyson în perioada în care s-a născut Mike, lăsând-o pe mama lui Tyson să aibă grijă de copii singură. Kirkpatrick a murit în 1992.
Familia trăia în Bedford-Stuyvesant până când sarcinile lor financiare au necesitat o mutare în Brownsville când Tyson avea 10 ani. Mama lui Tyson a murit șase ani mai târziu, lăsându-l pe Tyson, la vârstă de 16 ani, în grija managerului său de box și a antrenorului Cus D'Amato, care va deveni tutorele său legal. Tyson a spus mai târziu: "Nu mi-am văzut mama fericită cu mine și mândră de mine pentru că am făcut ceva: mă cunoștea doar ca fiind un copil sălbatic care alerga pe străzi venind acasă cu haine noi pe care știa că nu le plătesc. Niciodată nu am avut șansa de a vorbi cu ea sau de a ști despre ea. Profesional, nu are niciun efect, dar este zdrobitor emoțional și personal."
De-a lungul copilăriei sale, Tyson a trăit în jurul cartierelor de crimă. Potrivit unui interviu din revista Details, prima sa luptă a fost cu un tânăr mai mare, care a tras capul de pe unul dintre porumbeii lui Tyson. Tyson a fost prins în mod repetat săvârșind infracțiuni minore și luptând împotriva celor care i-au ridiculizat vocea și lizurile înalte. Până la vârsta de 13 ani a fost arestat de 38 de ori. A ajuns la școala Tryon School for Boys din Johnstown, New York. Capacitatea emergentă de box a lui Tyson a fost descoperită acolo de Bobby Stewart, consilier pentru un centru de detenție pentru minori și fost boxer. Stewart l-a considerat pe Tyson drept un luptător remarcabil și l-a antrenat timp de câteva luni înainte de a-l prezenta lui Cus D'Amato. Tyson a renunțat la liceu ca junior. Mai târziu, i s-a acordat un Doctorat onorific în scrisorile umane de la Central State University în 1989.

## Cariera profesională

### Primii ani
Tyson și-a făcut debutul profesional la vârstă de 18 ani la data de 6 martie 1985, în Albany, New York. L-a învins pe Hector Mercedes printr-un knockout în prima rundă. A avut 15 meciuri în primul an ca profesionist. Lupta frecvent, Tyson a câștigat 26 din primele sale 28 de lupte prin KO sau TKO; 16 din ele au fost în prima rundă. Calitatea adversarilor săi a crescut treptat până la luptătorii de cală, precum James Tillis, David Jaco, Jesse Ferguson, Mitch Green și Marvis Frazier. Seria sa de victori a atras atenția mass-media și Tyson a fost taxat ca următorul mare campion de greutate grea. D'Amato a murit în noiembrie 1985, relativ devreme în cariera profesională a lui Tyson, iar unii speculează că moartea lui a fost un catalizator pentru multe dintre necazurile pe care Tyson le-a experimentat, pe măsură ce viața și cariera lui au progresat.
Primul meci televizat al lui Tyson a avut loc pe 16 februarie 1986, la Houston Field House din Troy, New York, împotriva lui Jesse Ferguson. Tyson l-a bătut pe Ferguson cu o lovitură de sus în a cincea rundă care a frânt nasul lui Ferguson. În timpul celei de-a șasea rundă, Ferguson a început să țină de Tyson într-o încercare aparentă de a evita pedeapsa suplimentară. După ce l-a sfătuit pe Ferguson de mai multe ori să-i asculte comenzile în cutie, arbitrul a oprit în cele din urmă lupta aproape de mijlocul rundei a șasea. Lupta a fost inițial condusă de o victorie pentru Tyson prin descalificare (DQ). Decizia a fost "ajustată" la o victorie prin TKO după ce colțul lui Tyson, care a protestat că o victorie DQ va pune capăt șirului de victorii ale lui Tyson și că un knockout ar fi fost rezultatul inevitabil. Motivul oferit pentru rezultatul revizuit a fost că lupta a fost stopată de fapt, deoarece Ferguson nu a putut continua meciul.
Pe 22 noiembrie 1986, Tyson a primit primul său meci pentru un titlu împotriva lui Trevor Berbick pentru campionatul World Boxing Council (WBC). Tyson a câștigat titlul în a doua rundă prin TKO, iar la vârsta de 20 de ani și 4 luni a devenit cel mai tânăr campion greu din istorie. Performanța dominantă a lui Tyson a adus numeroase premii. Donald Saunders a scris: "Arta nobilă și bărbătească a boxului poate cel puțin să înceteze să se îngrijoreze de viitorul său imediat, acum [că] a descoperit un campion greu care să stea alături de Dempsey, Tunney, Louis, Marciano și Ali".
Tyson a intimidat luptătorii cu forța sa, combinată cu viteza, precizia, coordonarea și timing-ul remarcabil. Tyson avea abilități defensive remarcabile, ținând mâinile înalte în stilul Peek-a-Boo, învățat de mentorul său Cus D'Amato, să se alunece și să tese în jurul loviturilor adversarului. Una dintre mișcările mărcă a lui Tyson a fost un cârlig drept la corpul adversarului său, urmată de o dreaptă superioară a bărbiei adversarului. Lorenzo Boyd, Jesse Ferguson și Jose Ribalta au fost fiecare bătuți cu această combinație.

### Campion necontestat
Așteptările pentru Tyson au fost extrem de ridicate și s-a angajat într-o campanie ambițioasă de luptă împotriva tuturor celor mai mari greutăți din lume. Tyson și-a apărat titlul împotriva lui James Smith pe 7 martie 1987, în Las Vegas, Nevada. A câștigat prin decizie unanimă și a adăugat titlul Smith's World Boxing Association (WBA) la centura existentă. "Tyson mania" în mass-media a fost în creștere. L-a bătut pe Pinklon Thomas în mai cu un knock-out în runda a șasea. La 1 august, a luat titlul International Boxing Federation (IBF) de la Tony Tucker într-o decizie unanimă de douăsprezece runde. A devenit primul greu în a deține toate cele trei titluri majore - WBA, WBC și IBF - în același timp. O altă luptă, în luna octombrie a aceluiași an, s-a încheiat cu o victorie pentru Tyson în fața lui Tyrell Biggs, medaliat de aur olimpic super greu în 1984, prin knock-out în runda a șaptea.
În acest timp, Tyson a venit în atenția companiei de jocuri Nintendo. După ce a asistat la una dintre luptele lui Tyson, președintele Nintendo of America, Minoru Arakawa a fost impresionat de "puterea și priceperea" luptătorului, determinându-i să-l sugereze pe Tyson să fie inclus în portul Nintendo Entertainment System al Punch Out! joc arcade. În 1987, Nintendo a lansat Mike Tyson's Punch-Out!!, care a fost bine primit și a vândut mai mult de un milion de exemplare.
Tyson a avut trei lupte în 1988. S-a confruntat cu Larry Holmes pe 22 ianuarie 1988 și a învins legendarul fost campion prin KO în a patra rundă. Aceasta a fost singura înfrângere prin knock-out care Holmes a suferit în 75 de meciuri profesionale. În martie, Tyson a luptat apoi cu Tony Tubbs în Tokyo, Japonia, într-o victorie ușoară în a doua rundă.
Pe 27 iunie 1988, Tyson s-a confruntat cu Michael Spinks. Spinks, care a luat campionatul la categoria grea de la Larry Holmes printr-o decizie de 15 runde în 1985, nu și-a pierdut titlul în ring, dar nu a fost recunoscut drept campion al marilor organizații de box. Holmes a renunțat anterior la toate titlurile, cu excepția titlului IBF. Momentul a fost cea mai bogată luptă din istorie, iar așteptările au fost foarte mari. Antreprenorii de box au prezis o bătălie titanică de stiluri, luptele agresive ale lui Tyson fiind în contradicție cu spițele în picioare și cu footwork-ul lui Spinks. Lupta s-a încheiat după 91 de secunde când Tyson l-a făcut K.O. pe Spinks în prima rundă; mulți consideră că acest lucru este punctul culminant al faimosului și capacității de box ale lui Tyson. Spinks, anterior neînvins, nu a mai luptat din nou ca profesional.

### Tulburare în viața lui Tyson și prima înfrângere
În această perioadă, problemele lui Tyson în afara ringului au început să apară. Căsătoria cu Robin Givens se îndrepta spre divorț, iar viitorul său contract a fost luptat de Don King și Bill Cayton. La sfârșitul anului 1988, Tyson sa despărțit de managerul Bill Cayton și a concediat pe vechiul antrenor Kevin Rooney, bărbatul care se mulțumește să-și onoreze ambarcațiunile lui Tyson după moartea lui D'Amato. După plecarea lui Rooney, criticii au afirmat că Tyson a început să utilizeze sporadic stilul Peek-a-Boo. Tyson a insistat că nu a modificat stilul care la transformat într-un campion mondial. În 1989, Tyson a avut doar două lupte în mijlocul tulburărilor personale. A luptat cu boxerul britanic Frank Bruno, în luna februarie, câștigând prin TKO în runda cinci. Tyson l-a bătut apoi pe Carl Williams într-o rundă, în iulie.
Până în 1990, Tyson părea că și-a pierdut direcția, iar viața lui personală era în dezordine, în mijlocul rapoartelor de formare mai puțin viguroasă înainte de meciul cu Douglas. În lupta din 11 februarie 1990, a pierdut campionatul necontestat cu Buster Douglas la Tokyo. Cu toate acestea, Douglas a fost la un vârf emoțional după ce și-a pierdut mama cu un accident vascular cerebral cu 23 de zile înainte de luptă; Douglas a luptat lupta vieții sale. Contrar rapoartelor că Tyson a fost în formă, a fost remarcat în timpul luptei că el a pronunțat mușchii, o lipsă de grăsime corporală și a cântărit 100 de kilograme, doar două kilograme mai mult decât cântărea atunci când l-a bătut pe Michael Spinks cu 20 de luni mai devreme. Mental, totuși, Tyson era nepregătit. El nu a reușit să găsească o cale de-a lungul scurgerii rapide a lui Douglas, care avea un avantaj de 30 cm peste avantajul său. Tyson l-a prins pe Douglas cu un pumn în cea de-a opta rundă și l-a doborât la podea, dar Douglas s-a recuperat suficient pentru al învinge în următoarele două runde. (Dupa lupta, tabara din Tyson s-a plâns că numărătoarea a fost lentă și că a durat mai mult de zece secunde pentru ca Douglas să se ridice.) După doar 35 de secunde în runda a 10-a, Douglas l-a trimis pe Tyson la podea pentru prima dată în carieră. El a fost numărate de arbitrul Octavio Meyran.
Victoria lui Douglas asupra lui Tyson, "cel mai rău om de pe planetă" neînvins și, probabil, cel mai temut boxer în box-ul profesionist la acel moment, a fost descris drept unul dintre cele mai șocante dezastre din istoria sportului modern.

### După înfrângerea cu Douglas
Dupa înfrângere, Tyson s-a intors cu victoriile prin knock-out în prima rundă cu Henry Tillman și Alex Stewart în următoarele sale doua lupte. Victoria lui Tyson asupra lui Tillman, medaliatul de aur din 1984, i-a permis lui Tyson să-și răzbune înfrângerea pe care a avut-o cu acesta ca amator. Aceste lupte au creat un meci de eliminare pentru o altă șansă la campionatul mondial necontestat, pe care Evander Holyfield l-a luat de la Douglas în prima apărare a titlului.
Tyson, care a fost candidatul numărul unu, s-a confruntat cu numărul doi, Donovan "Razor" Ruddock, pe 18 martie 1991, la Las Vegas. Tyson și Ruddock s-au dus înainte și înapoi pentru cea mai mare parte a luptei, până când arbitrul Richard Steele a oprit controversat lupta în timpul rundei a șaptea în favoarea lui Tyson. Această decizie i-a înfuriat pe fani în prezență, declanșând o luptă după meci în public. Arbitrul a trebuit să fie escortat din ring.
Tyson și Ruddock s-au întâlnit din nou pe 28 iunie în acel an, iar Tyson l-a bătut pe Ruddock a doua oara câștigând prin decizie în a 12 rundă. O luptă între Tyson și Holyfield pentru campionatul necontestat a fost programată pentru 8 noiembrie 1991 la Caesars Palace din Las Vegas, dar Tyson a fost scos după ce a suferit un accident de cartilaj la coaste în timpul antrenamentului.

## Condamnarea la viol, închisoare și convertire
Tyson a fost arestat în iulie 1991 pentru a că violat-o pe Desiree Washington de 18 ani, Miss Black Rhode Island, într-o cameră de hotel din Indianapolis. Procesul de viol al lui Tyson a avut loc în tribunalul superior din Marion în perioada 26 ianuarie-10 februarie 1992.
Confirmarea parțială a povestii lui Washington a venit prin mărturia șoferului lui Tyson, Virginia Foster, care a confirmat șocul lui Desiree Washington după incident. Mărturie suplimentară a venit de la Thomas Richardson, medicul de urgență care a examinat-o pe Washington mai mult de 24 de ore după incident și a confirmat că situația fizică a lui Washington a fost în concordanță cu violul.
Conform examinării directe a avocatului apărător al lui Vincent J. Fuller, Tyson a susținut că totul a avut loc cu cooperarea deplină a lui Washington și a pretins că nu s-a forțat asupra ei. Când a fost examinat de procurorul-șef Gregory Garrison, Tyson a negat afirmațiile că a înșelat-o pe Washington și a insistat că a vrut să facă sex cu el. Tyson a fost condamnat pe 10 februarie 1992 după ce juriul a deliberat timp de aproape 10 ore.
Alan Dershowitz, în calitate de consilier al lui Tyson, a formulat un apel în favoarea erorii de drept în excluderea de către Curte a dovezilor privind comportamentul sexual al victimei, excluderea a trei potențiali martori ai apărării și lipsa unei instrucțiuni a juriului privind o greșeală onestă și rezonabilă . Curtea de Apel din Indiana a decis împotriva lui Tyson cu un vot de 2-1.
Pe 26 martie 1992, Tyson a fost condamnat la șase ani de închisoare, împreună cu patru ani de probă. În ciuda faptului că era în vârstă de 25 de ani în momentul infracțiunii, în aprilie 1992 a fost repartizat Indiana Youth Center (acum Plainfield Correctional Facility) și a fost eliberat în martie 1995, după ce a executat mai puțin de trei ani de sentință de șase ani. În timpul încarcerării sale, Mike Tyson s-a convertit la Islam. A luat numele musulman Malik Abdul Aziz.
Datorită condamnării sale, Tyson trebuia să se înregistreze drept delincvent sexual de rangul II în temeiul legii federale.

## Revenire
După ce a fost eliberat din închisoare, Tyson și-a câștigat cu ușurință meciurile de revenire împotriva lui Peter McNeeley și a lui Buster Mathis Jr. Prima luptă după revenire a lui Tyson a însumat mai mult de 96 milioane de dolari în întreaga lume, inclusiv un record de 63 milioane dolari pentru televiziunea PPV. Lupta a fost achiziționată de 1,52 milioane de case, stabilind atât vizionări, cât și înregistrări ale veniturilor. Ghidul TV a inclus lupta Tyson-McNeeley în lista celor mai mari 50 de momente ale sportului TV din toate timpurile în 1998.

### Tyson–Holyfield

#### Tyson vs. Holyfield I
Tyson a încercat să apere titlul WBA împotriva lui Evander Holyfield, care se afla în cea de-a patra luptă a revenirii sale. Holyfield s-a retras în 1994 după pierderea campionatului său cu Michael Moorer. S-a spus că Don King și alții l-au văzut pe fostul campion Holyfield, care la vârsta de 34 de ani a fost în luptă și un subaltern mare, ca luptător speriat.
Pe 9 noiembrie 1996, în Las Vegas, Nevada, Tyson s-a confruntat cu Holyfield într-un meci pentru titlu numit "Finally". Într-un turn surprinzător de evenimente, Holyfield, care nu avea nici o șansă să câștige prin numeroși comentatori, l-a învins pe Tyson prin TKO când arbitrul Mitch Halpern a oprit meciul în runda 11. Holyfield a devenit cel de-al doilea boxer care a câștigat de trei ori un titlu la categoria grea. Victoria lui Holyfield a fost afectată de acuzațiile din tabăra lui Tyson din butoanele frecvente ale lui Holyfield în timpul luptei. Deși butoanele de cap au fost arbitrate accidental de către arbitru, ele ar deveni un punct de dispută în rematch-ul ulterior.

#### Tyson vs. Holyfield II și după
Tyson și Holyfield s-au luptat din nou pe 28 iunie 1997. Inițial, Halpern trebuia să fie arbitrul, dar după ce tabăra lui Tyson a protestat, Halpern sa oprit în favoarea lui Mills Lane. Rematch-ul extrem de anticipat a fost numit The Sound and the Fury, și a avut loc la Las Vegas MGM Grand Garden Arena, locul primei lupte. A fost un eveniment lucrativ, atrăgând și mai multă atenție decât primul meci și încasând 100 de milioane de dolari. Tyson a primit 30 de milioane de dolari și Holyfield 35 de milioane de dolari, cei mai bine plătiți boxiori până în 2007. Lupta a fost achiziționată de 1,99 milioane de spectatori, stabilind o înregistrare a ratei de cumpărare pe pay-per-view care a rămas până la meciul de box de la De La Hoya-Mayweather din 5 mai 2007.
În curând, pentru a deveni unul dintre cele mai controversate evenimente sportive moderne, lupta a fost oprită la sfârșitul celei de-a treia runde, iar Tyson a fost descalificat pentru că l-a mușcat pe Holyfield de ambele urechi. Prima dată când Tyson l-a mușcat, meciul a fost oprit temporar. Arbitrul Mills Lane l-a sancționat cu două puncte pe Tyson și lupta a fost reluată. Cu toate acestea, după ce meciul a fost reluat, Tyson a mușcat din nou, ducând la descalificarea lui, iar Holyfield a câștigat meciul. O mușcătură era suficient de severă pentru a îi lua o bucată din urechea dreaptă a lui Holyfield, care a fost găsită pe podea după luptă. Tyson mai târziu a afirmat că acțiunile sale erau represalii împotriva lui Holyfield, în mod repetat, fără a fi pedepsit. În confuzia care a urmat încheierea luptei și anunțarea deciziei, a avut loc o revoltă în arenă, iar câțiva oameni au fost răniți. Tyson Holyfield II a fost prima luptă pentru un titlu la categoria grea în mai bine de 50 de ani în a se încheia în descalificare.
Ca o consecință a incidentului, 3 milioane de dolari americani au fost reținute imediat din portofelul lui Tyson de către statului de box din Nevada (maximul pe care îi puteau lua în acel moment în mod legal). La două zile după luptă, Tyson a emis o declarație, cerându-și scuze lui Holyfield pentru acțiunile sale și a cerut să nu fie interzis pe viață pentru incident. Tyson a fost condamnat rotunjit în mass-media, dar nu a fost fără apărători. Novelista și comentatoarea Katherine Dunn a scris o coloană care a criticat spiritul sportiv al lui Holyfield în controversatul conflict și a acuzat mass-media de faptul că a fost părtinitoare față de Tyson.
Pe 9 iulie 1997, licența de box a lui Tyson a fost anulată de către Nevada State Athletic Commission, într-un vot unanim; a fost amendat, de asemenea, cu 3 milioane USD și a fost obligat să plătească costurile juridice ale ședinței. Deoarece majoritatea comisiilor atletice de stat onorează sancțiunile impuse de alte state, acest lucru la făcut pe Tyson în imposibilitatea de a-și face caseta în Statele Unite. Revocarea nu a fost permanentă, deoarece comisia a votat 4-1 pentru a restabili licența de box a lui Tyson pe 18 octombrie 1998.
În timpul său înfara boxului în 1998, Tyson a făcut o apariție la WrestleMania XIV, ca regulator pentru meciul principal dintre Shawn Michaels și Steve Austin. În acest timp, Tyson a fost, de asemenea, membru neoficial al grupări lui Michaels, D-Generation X. Tyson a fost plătit 3 milioane de dolari pentru a fi solicitant al meciului la WrestleMania XIV.

### 1999–2005
În ianuarie 1999, Tyson s-a întors în ring pentru un meci împotriva sudafricanului Francois Botha. Și acest meci s-a încheiat în controversă. În timp ce Botha controla inițial lupta, Tyson se presupunea că a încercat să-i rupă brațele lui Botha în timpul unei lovituri, iar ambii boxeri au fost avertizați de arbitru. Botha a fost în avantaj de puncte pe toate cărțile de scor și a fost suficient de încrezător să-l bată pe Tyson, deoarece lupta a continuat. Cu toate acestea, Tyson a aterizat o dreaptă în cea de-a cincea rundă care l-a făcut KO pe Botha. Criticii au observat că Tyson a încetat să folosească apărarea bob and weave în totalitate după această întoarcere.
Probleme juridice au apărut încă odată pentru Tyson. Pe 5 februarie 1999, Tyson a fost condamnat la un an de închisoare, a fost amendat cu 5.000 de dolari și a ordonat să servească doi ani de probă împreună cu 200 de ore de serviciu în folosul comunității pentru asaltarea a doi conducători auto după un accident de circulație pe 31 august 1998. A executat nouă luni de condamnare. După eliberarea sa, a luptat cu Orlin Norris pe 23 octombrie 1999. Tyson l-a bătut pe Norris cu un cârlig de stânga aruncat după ce clopotul a sunat pentru a încheia prima rundă. Norris și-a rănit genunchiul când sa coborât și a spus că nu mai poate să continue. În consecință, lupta a fost declarată într-un no contest.
Sunt cel mai bun vreodată. Sunt cel mai brutal și vicios, cel mai nemilos campion pe care l-am avut vreodată. Nimeni nu mă poate opri. Lennox este un cuceritor? Nu! Sunt Alexander! Nu e Alexandru! Sunt cel mai bun vreodată. Nimeni nu a fost niciodată atât de nemilos. Sunt Sonny Liston. Sunt Jack Dempsey. Nu există nimeni ca mine. Sunt de la cârpă. Nu există nimeni care să mă ajute. Stilul meu este impetuos, apărarea mea este impregnabilă și eu sunt doar feroce. Vreau inima ta! Vreau să mănânc copiii lui! Laudă lui Allah!" 
În 2000, Tyson a avut trei lupte. Primul meci a fost organizat la MEN Arena din Manchester, Anglia, împotriva lui Julius Francis. Tyson l-a făcut KO pe Francis în a doua rundă. De asemenea, a luptat cu Lou Savarese în iunie 2000 la Glasgow, câștigând în prima rundă; lupta a durat doar 38 de secunde. Tyson a continuat să execute o lovitură după ce arbitrul a oprit lupta, lovind arbitrul pe podea, încercând să-i despartă pe boxeri. În octombrie, Tyson a luptat cu de asemenea controversatul Andrew Golota, câștigând în runda a treia după ce Gołota nu a reușit să continue din cauza unei contuzii și o leziune la gât. Rezultatul a fost ulterior modificat la no contest după ce Tyson a refuzat să facă un test de droguri înainte de luptă și apoi a testat pozitiv pentru marijuana într-un test de urină post-luptă. Tyson a luptat doar o singură dată în 2001, învingându-l pe Brian Nielsen la Copenhaga prin TKO în a șaptea rundă.

#### Lewis vs. Tyson
Tyson a avut din nou ocazia de a lupta pentru un campionat de categoria grea în 2002. Lennox Lewis deținea în acel moment titlurile WBC, IBF, IBO și Liniar. Ca luptători promițători, Tyson și Lewis au luptat într-o tabără de antrenament într-o întâlnire organizată de Cus D'Amato în 1984. Tyson a încercat să lupte împotriva lui Lewis în Nevada pentru un loc mai lucrativ de box-office, dar Comisia de box din Nevada a refuzat să i se acorde licență la casetă deoarece se confrunta cu posibile acuzații de agresiune sexuală la momentul respectiv.
Cu doi ani înaintea meciului, Tyson a făcut câteva remarci inflamatorii lui Lewis într-un interviu care a urmat după lupta cu Savarese. Remarcile au inclus afirmația "Vreau inima ta, vreau să mănânc copiii tăi". Pe 22 ianuarie 2002, cei doi boxeri și anturajul lor au fost implicați într-o bătălie la o conferință de presă de la New York pentru a face public evenimentul planificat. Câteva săptămâni mai târziu, Nevada State Athletic Commission a refuzat să-i acorde lui Tyson o licență pentru luptă, iar promotorii au trebuit să facă aranjamente alternative. După ce mai multe state s-au opus acordării licenței, lupta a avut loc pe 8 iunie la Arena Pyramid din Memphis, Tennessee. Lewis a dominat lupta și l-a făcut KO pe Tyson cu un cârlig drept în a opta rundă. Tyson a fost respectuos după luptă și la lăudat pe Lewis pentru victoria lui. Această luptă a fost evenimentul pay-per-view cu cele mai multe încasări la acea dată, generând 106,9 milioane de dolari din 1,95 milioane de cumpărături în SUA.

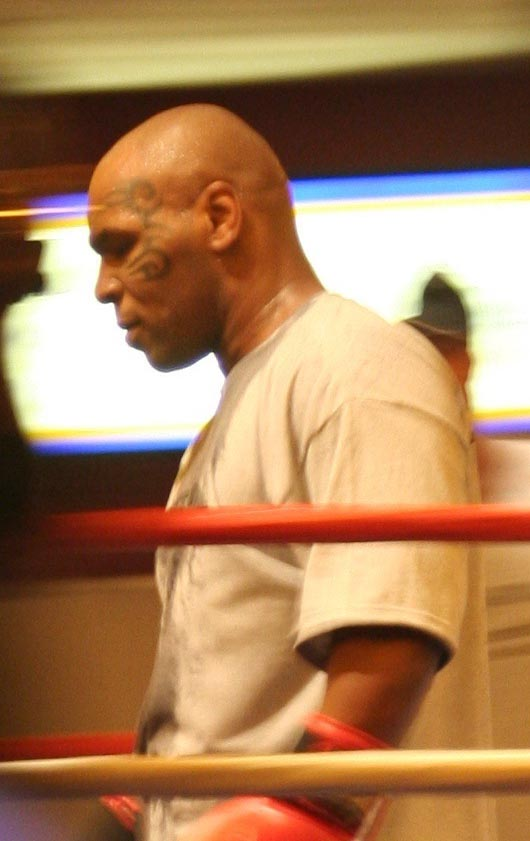
Mike Tyson

## Rezultate în boxul profesionist
| 50 de victorii (44 prin knockout, 5 la puncte, 1 descalificare), 6 înfrângeri, 0 remize, 2 lupte nedisputate |                  |                    |     |               |            |                                                     | |
| Rez. | Rezultat general | Adversar           | Tip | Runda, Timp   | Data       | Locația                                             | Note |
| Înfrângere                                                                                                   | 50–6-(2)         | Kevin McBride      | TKO | 6 (10), 3:00  | 2005-06-11 | MCI Center, Washington, D.C.                        | |
| Înfrângere                                                                                                   | 50–5-(2)         | Danny Williams     | KO  | 4 (10), 2:51  | 2004-07-30 | Freedom Hall State Fairground, Louisville, Kentucky | |
| Victorie | 50–4-(2)         | Clifford Etienne   | KO  | 1 (10), 0:49  | 2003-02-22 | The Pyramid, Memphis, Tennessee                     | |
| Înfrângere                                                                                                   | 49–4-(2)         | Lennox Lewis       | KO  | 8 (12), 2:25  | 2002-06-08 | The Pyramid, Memphis, Tennessee                     | Pentru The Ring, Lineal, WBC, IBO & IBF Heavyweight. The Ring Magazine Knockout of the Year.                                 |
| Victorie | 49–3-(2)         | Brian Nielsen      | RTD | 7 (10), 3:00  | 2001-10-13 | Parken Stadium, Copenhagen                          | |
| NC | 48–3-(2)         | Andrew Golota      | NC  | 3 (10)        | 2000-10-20 | The Palace, Auburn Hills, Michigan                  | Originally a TKO for Tyson after two rounds; changed to No Contest after Tyson's post-fight drug test positive for cannabis. |
| Victorie | 48–3-(1)         | Lou Savarese       | TKO | 1 (10), 0:38  | 2000-06-24 | Hampden Park, Glasgow                               | |
| Victorie | 47–3-(1)         | Julius Francis     | TKO | 2 (10), 1:03  | 2000-01-29 | M.E.N. Arena, Manchester                            | |
| NC | 46–3-(1)         | Orlin Norris       | NC  | 1 (10), 3:00  | 1999-10-23 | MGM Grand Garden Arena, Las Vegas, Nevada           | Tyson hit Norris after the bell. Norris was knocked down, injuring his knee in the fall, and was unable to continue.         |
| Victorie | 46–3             | Francois Botha     | KO  | 5 (10), 2:59  | 1999-01-16 | MGM Grand Garden Arena, Las Vegas, Nevada           | |
| Înfrângere                                                                                                   | 45–3             | Evander Holyfield  | DQ  | 3 (12)        | 1997-06-28 | MGM Grand Garden Arena, Las Vegas, Nevada           | Pentru WBA Heavyweight. The Ring Magazine Event of the Year.                                                                 |
| Înfrângere                                                                                                   | 45–2             | Evander Holyfield  | TKO | 11 (12), 0:37 | 1996-11-09 | MGM Grand Garden Arena, Las Vegas, Nevada           | Pierde WBA Heavyweight title. The Ring Magazine Fight of the Year & Upset of the Year.                                       |
| Victorie | 45–1             | Bruce Seldon       | TKO | 1 (12), 1:49  | 1996-09-07 | MGM Grand Garden Arena, Las Vegas, Nevada           | Câștigă WBA Heavyweight. |
| Victorie | 44–1             | Frank Bruno        | TKO | 3 (12), 0:50  | 1996-03-16 | MGM Grand Garden Arena, Las Vegas, Nevada           | Câștigă WBC Heavyweight. |
| Victorie | 43–1             | Buster Mathis, Jr. | KO  | 3 (12), 2:32  | 1995-12-16 | Core States Spectrum, Philadelphia, Pennsylvania    | |
| Victorie | 42–1             | Peter McNeeley     | DQ  | 1 (10), 1:29  | 1995-08-19 | MGM Grand Garden Arena, Las Vegas, Nevada           | |
| Victorie | 41–1             | Donovan Ruddock    | UD  | 12            | 1991-06-28 | Mirage Hotel & Casino, Las Vegas, Nevada            | |
| Victorie | 40–1             | Donovan Ruddock    | TKO | 7 (12), 2:22  | 1991-03-18 | Mirage Hotel & Casino, Las Vegas, Nevada            | |
| Victorie | 39–1             | Alex Stewart       | TKO | 1 (10), 2:27  | 1990-12-08 | Convention Center, Atlantic City, New Jersey        | |
| Victorie | 38–1             | Henry Tillman      | KO  | 1 (10), 2:47  | 1990-06-16 | Caesars Palace, Las Vegas, Nevada                   | |
| Înfrângere                                                                                                   | 37–1             | Buster Douglas     | KO  | 10 (12), 1:22 | 1990-02-11 | Tokyo Dome, Tokyo                                   | Pierde The Ring, WBC, WBA & IBF Heavyweight. The Ring Magazine Upset of the Year.                                            |
| Victorie | 37–0             | Carl Williams      | TKO | 1 (12), 1:33  | 1989-07-21 | Convention Center, Atlantic City, New Jersey        | Păstrează The Ring, WBC, WBA & IBF Heavyweight.                                                                              |
| Victorie | 36–0             | Frank Bruno        | TKO | 5 (12), 2:55  | 1989-02-25 | Hilton Hotel, Las Vegas, Nevada                     | Păstrează The Ring, WBC, WBA & IBF Heavyweight.                                                                              |
| Victorie | 35–0             | Michael Spinks     | KO  | 1 (12), 1:31  | 1988-06-27 | Convention Hall, Atlantic City, New Jersey          | Păstrează WBC, WBA, IBF & câștigă The Ring Heavyweight.                                                                      |
| Victorie | 34–0             | Tony Tubbs         | TKO | 2 (12), 2:54  | 1988-03-21 | Tokyo Dome, Tokyo                                   | Păstrează WBC, WBA & IBF Heavyweight.                                                                                        |
| Victorie | 33–0             | Larry Holmes       | TKO | 4 (12), 2:55  | 1988-01-22 | Convention Hall, Atlantic City, New Jersey          | Păstrează WBC, WBA & IBF Heavyweight.                                                                                        |
| Victorie | 32–0             | Tyrell Biggs       | TKO | 7 (12), 2:59  | 1987-10-16 | Convention Hall, Atlantic City, New Jersey          | Păstrează WBC, WBA & IBF Heavyweight.                                                                                        |
| Victorie | 31–0             | Tony Tucker        | UD  | 12            | 1987-08-01 | Hilton Hotel, Las Vegas, Nevada                     | Păstrează WBC, WBA & câștigă IBF Heavyweight.                                                                                |
| Victorie | 30–0             | Pinklon Thomas     | TKO | 6 (12), 2:00  | 1987-05-30 | Hilton Hotel, Las Vegas, Nevada                     | Păstrează WBC & WBA Heavyweight.                                                                                             |
| Victorie | 29–0             | James Smith        | UD  | 12            | 1987-03-07 | Hilton Hotel, Las Vegas, Nevada                     | Păstrează WBC & câștigă WBA Heavyweight.                                                                                     |
| Victorie | 28–0             | Trevor Berbick     | TKO | 2 (12), 2:35  | 1986-11-22 | Hilton Hotel, Las Vegas, Nevada                     | Câștigă WBC Heavyweight. |
| Victorie | 27–0             | Alfonso Ratliff    | TKO | 2 (10), 1:41  | 1986-09-06 | Hilton Hotel, Las Vegas, Nevada                     | |
| Victorie | 26–0             | José Ribalta       | TKO | 10 (10), 1:37 | 1986-08-17 | Trump Plaza Hotel, Atlantic City, New Jersey        | |
| Victorie | 25–0             | Marvis Frazier     | KO  | 1 (10), 0:30  | 1986-07-26 | Civic Center, Glens Falls, New York                 | |
| Victorie | 24–0             | Lorenzo Boyd       | KO  | 2 (10), 1:43  | 1986-07-11 | Stevensville Hotel, Swan Lake, New York             | |
| Victorie | 23–0             | William Hosea      | KO  | 1 (10), 2:03  | 1986-06-28 | Houston Field House, Troy, New York                 | |
| Victorie | 22–0             | Reggie Gross       | TKO | 1 (10), 2:36  | 1986-06-13 | Madison Square Garden, New York, New York           | |
| Victorie | 21–0             | Mitch Green        | UD  | 10            | 1986-05-20 | Madison Square Garden, New York, New York           | |
| Victorie | 20–0             | James Tillis       | UD  | 10            | 1986-05-09 | Civic Center, Glens Falls, New York                 | |
| Victorie | 19–0             | Steve Zouski       | KO  | 3 (10), 2:39  | 1986-03-10 | Nassau Coliseum, Uniondale, New York                | |
| Victorie | 18–0             | Jesse Ferguson     | DQ  | 6 (10), 1:19  | 1986-02-16 | Houston Field House, Troy, New York                 | Ferguson disqualified for excessive holding and refusing to break.                                                           |
| Victorie | 17–0             | Mike Jameson       | TKO | 5 (8), 0:46   | 1986-01-24 | Trump Plaza Hotel, Atlantic City, New Jersey        | |
| Victorie | 16–0             | David Jaco         | TKO | 1 (10), 2:16  | 1986-01-11 | Plaza Convention Center, Albany, New York           | |
| Victorie | 15–0             | Mark Young         | TKO | 1 (10), 0:50  | 1985-12-27 | Latham Coliseum, Latham, New York                   | |
| Victorie | 14–0             | Sammy Scaff        | TKO | 1 (10), 1:19  | 1985-12-06 | Felt Forum, New York, New York                      | |
| Victorie | 13–0             | Conroy Nelson      | TKO | 2 (8), 0:30   | 1985-11-22 | Latham Coliseum, Latham, New York                   | |
| Victorie | 12–0             | Eddie Richardson   | KO  | 1 (8), 1:17   | 1985-11-13 | Ramada-Houston Hotel, Houston, Texas                | |
| Victorie | 11–0             | Sterling Benjamin  | TKO | 1 (8), 0:54   | 1985-11-01 | Latham Coliseum, Latham, New York                   | |
| Victorie | 10–0             | Robert Colay       | KO  | 1 (8), 0:37   | 1985-10-25 | Atlantis Hotel & Casino, Atlantic City, New Jersey  | |
| Victorie | 9–0              | Donnie Long        | TKO | 1 (6), 1:28   | 1985-10-09 | Trump Casino Hotel, Atlantic City, New Jersey       | |
| Victorie | 8–0              | Michael Johnson    | KO  | 1 (6), 0:39   | 1985-09-05 | Atlantis Hotel & Casino, Atlantic City, New Jersey  | |
| Victorie | 7–0              | Lorenzo Canady     | KO  | 1 (6), 1:05   | 1985-08-15 | Resorts International, Atlantic City, New Jersey    | |
| Victorie | 6–0              | Larry Sims         | KO  | 3 (6), 2:04   | 1985-07-19 | Mid-Hudson Civic Center, Poughkeepsie, New York     | |
| Victorie | 5–0              | John Alderson      | TKO | 2 (6), 3:00   | 1985-07-11 | Trump Casino Hotel, Atlantic City, New Jersey       | |
| Victorie | 4–0              | Ricardo Spain      | TKO | 1 (6), 0:39   | 1985-06-20 | Resorts International, Atlantic City, New Jersey    | |
| Victorie | 3–0              | Don Halpin         | KO  | 4 (4), 1:04   | 1985-05-23 | Albany, New York                                    | |
| Victorie | 2–0              | Trent Singleton    | TKO | 1 (4), 0:52   | 1985-04-10 | Albany, New York                                    | |
| Victorie | 1–0              | Hector Mercedes    | TKO | 1 (4), 1:47   | 1985-03-06 | Plaza Convention Center, Albany, New York           | Debutul profesional. |

## Filmografie

### Televiziune
- Fallen Champ: The Untold Story of Mike Tyson (1993) (Documentary)[13]
- Tyson (1995) Tyson (1995 film) cu Michael Jai White - Mike
- Tyson (2008) (Documentary)[14]
- Law & Order: Special Victims Unit (2013)[15]
- Mike Tyson: Undisputed Truth (2013)
- Mike Tyson Mysteries (2014–2020) (Comedie animată Adult Swim)
- Lip Sync Battle (23 aprilie 2015)
- Nine Legends (2016)
- To Tell the Truth (2016)
- Franklin & Bash (2016)
- Tyson vs. Jaws: Rumble on the Reef (2020) (special Shark Week din 2020)[16]
- Tyson vs. Jaws: Rumble on the Reef - Sharkmania (2020) (O ediție specială a  Tyson vs. Jaws: Rumble on the Reef cu filmări bonus)
- Mike Tyson: The Knockout (2021) (documentar)[17]

### Film
- Black and White (1999) - Rolul său
- Crocodile Dundee in Los Angeles (2001)
- Rocky Balboa (2006) - Rolul său[18]
- Comedie de groază 4 (2006)
- Marea mahmureală (2009) - o versiune caricaturizată a sa.[19]
- Marea mahmureală 2 (2011) - o versiune caricaturizată a sa
- Comedie de groază 5 (2013) - Rolul său
- Faceți pariurile (2013) - Rolul său, după genericul final, scenă împreună cu Evander Holyfield.
- Sun doors: Algeria forever (2014) - Rolul său; într-o scenă de bătaie în bar.
- Ip Man 3 (2015) - Frank, un rol de răufăcător care este dezvoltator imobiliar.[20]
- China Salesman (2017), - Kabbah
- Kickboxer: Retaliation (2018) - Briggs
- Girls 2 (2018), - Dragon
- Hamlet Pharon (2019), - Rick[21]
- Vendetta (2022), - Roach
- Liger (2022)